# Il ginecologo della mutua
Il ginecologo della mutua é um filme italiano de 1977, dirigido por Joe D'Amato.

## Sinopse
O Guido Lo Bianco é um ginecologista famoso que depois de várias especulações financeiras mal sucedidas, fica cheio de dívidas e decide ausentar-se para o estrangeiro. Deixa a clínica entregue ao doutor Franco Giovanardi (Renzo Montagnani), um médico honesto, mas muito libertino, por ter uma esposa lésbica. Em pouco tempo as pacientes fazem fila para serem atendidas pelo novo  ginecologista.

## Elenco
- Renzo Montagnani: Dott. Franco Giovanardi
- Paola Senatore: Pamela
- Massimo Serato: Dott. Guido Lo Bianco
- Daniela Doria: Tina
- Loretta Persichetti: Mara
- Toni Ucci: Nestore Arlotti
- Riccardo Salvino: Filippo
- Isabella Biagini: Giovanna
- Mario Carotenuto: Augusto Natisone
- Aldo Fabrizi: Pietro Massone
- Stefania Spugnini: la ragazza incinta
- Lorraine De Selle: l'amante di Mara
- Marina Hedman: la moglie Natisone (Marina Hedman Bellis)